# 인천아라초등학교
인천아라초등학교는 대한민국 인천광역시 서구에 있는 공립 초등학교이다.

## 연혁
- 2023년 9월 1일 : 개교
- 2023년 11월 6일: 초등 24학급 (6학년 1학급 증설)
- 2023년 11월 9일: 아라누리 도서관 개관
- 2023년 12월 28일: 제1회 병설유치원 졸업식 (남 9명, 여 12명 / 총 21명)
- 2024년 1월 8일: 제1회 졸업식(남 41명, 여 46명 / 총 87명)
- 2024년 3월 1일: 초등 41학급 편성 (일반 40학급, 특수 1학급), 병설유치원 5학급 편성 (일반 4학급, 특수 1학급), 인천광역시교육청지정 자율학교 선정 및 운영 (~ 2029. 2. 28.), 인천광역시교육청지정 교육국제화특구 네트워크학교 선정 및 운영 (~ 2029. 2. 28.), 인천형 늘봄모델학교 선정 및 운영
- 2025년 1월 7일: 제2회 병설유치원 졸업식 (남 28명, 여 12명 / 총 40명)
- 2025년 1월 9일: 제2회 졸업식 (남 50명, 여 52명 / 총 102명)
- 2025년 3월 1일: 초등 52학급 편성 (일반 50학급, 특수 2학급), 병설유치원 5학급 편성 (일반 4학급, 특수 1학급), 교원역량개발지원학교 운영 (~ 2026. 2. 28.)